# Gerhard Rehbein
Gerhard Rehbein (* 19. Mai 1926 in Osterfeld; † 12. September 2013 in Dresden) war ein deutscher Wirtschaftswissenschaftler und Hochschullehrer. Er war von 1960 bis 1964 Rektor der Hochschule für Verkehrswesen in Dresden.

## Leben und Wirken
Rehbein studierte nach dem Schulbesuch Wirtschaftswissenschaften mit dem 1950 erfolgten Abschluss als Diplom-Wirtschaftler an der Universität Leipzig. 1951/52 war er an der Deutschen Verwaltungsakademie Forst Zinna tätig. Aufgrund seiner Lehr- und Forschungsarbeiten wurde er Mitglied des Aufbaustabes der 1952 eröffneten Hochschule für Verkehrswesen in Dresden und deren Prorektor für das gesellschaftswissenschaftliche Grundstudium und für Studienangelegenheiten. 1953 promovierte er dort zum Dr. rer. oec. Das Thema seiner Dissertation lautete: Zur Entwicklung des bargeldlosen Zahlungsverkehrs durch die Post. 1955 wurde er Dozent am Lehrstuhl für Planung und Organisation des Nachrichtenwesens, 1958 wurde ihm die Professur für Ökonomie des Nachrichtenwesens mit Lehrauftrag übertragen. 1962 erhielt er den entsprechenden Lehrstuhl, nachdem er 1960 zum Rektor der Hochschule ernannt worden war. Bei seinem Amtsantritt war er mit 34 Jahren der bis dahin jüngste Rektor im Hochschulwesen der DDR. 1991 wurde er emeritiert.
Verheiratet war er mit Elfriede Rehbein (1929–2004), die er 1952 in Forst Zinna kennengelernt hatte und mit der er gemeinsam an der Hochschule tätig war.

## Schriften (Auswahl)
- Zur Marxschen Lehre vom Transport- und Nachrichtenwesen im gesellschaftlichen Reproduktionsprozeß . Berlin 1953.
- Zur Entwicklung des bargeldlosen Zahlungsverkehrs durch die Post. Dresden 1953.
- Marx und Engels über das Transport- und Nachrichtenwesen. Berlin 1960.
- (mit Hermann Wagener): Zu den Grundlagen der Ökonomik des Transport- und Nachrichtenwesens. Berlin 1960.
- Beiträge zur Entwicklung des sozialistischen Post- und Fernmeldewesens. Berlin 1961.